# Köln (1928)
El Köln fue un crucero ligero (Leichter Kreuzer) alemán que estuvo en servicio entre 1930 y marzo de 1945, tomando parte en la Segunda Guerra Mundial. Recibió su nombre en honor a la ciudad de Colonia. Perteneció a la clase Könisberg y estuvo sucesivamente operado por dos armadas alemanas, la Reichsmarine y la Kriegsmarine. Tenía dos buques gemelos, el Könisberg, líder de la clase y el Karlsruhe. El Köln fue construido en los astilleros Deutsche Werke en Kiel, fue puesto en quilla en julio de 1926, botado en mayo de 1928 y finalmente asignado a la Reichsmarine en enero del año siguiente, durante la República de Weimar. Estaba armado con una batería principal de nueve cañones SK C/25 de 150 mm en tres torretas triples y tenía una velocidad máxima de 32 nudos (59 km/h; 37 mph). Objetivo de un ataque aéreo norteamericano, fue hundido en marzo de 1945 durante la Segunda Guerra Mundial. Su epónimo es la ciudad de Colonia, siendo el tercer buque de guerra alemán en recibir este nombre, si bien entonces se denominaron como "Cöln".

## Diseño

### Dimensiones y tripulación

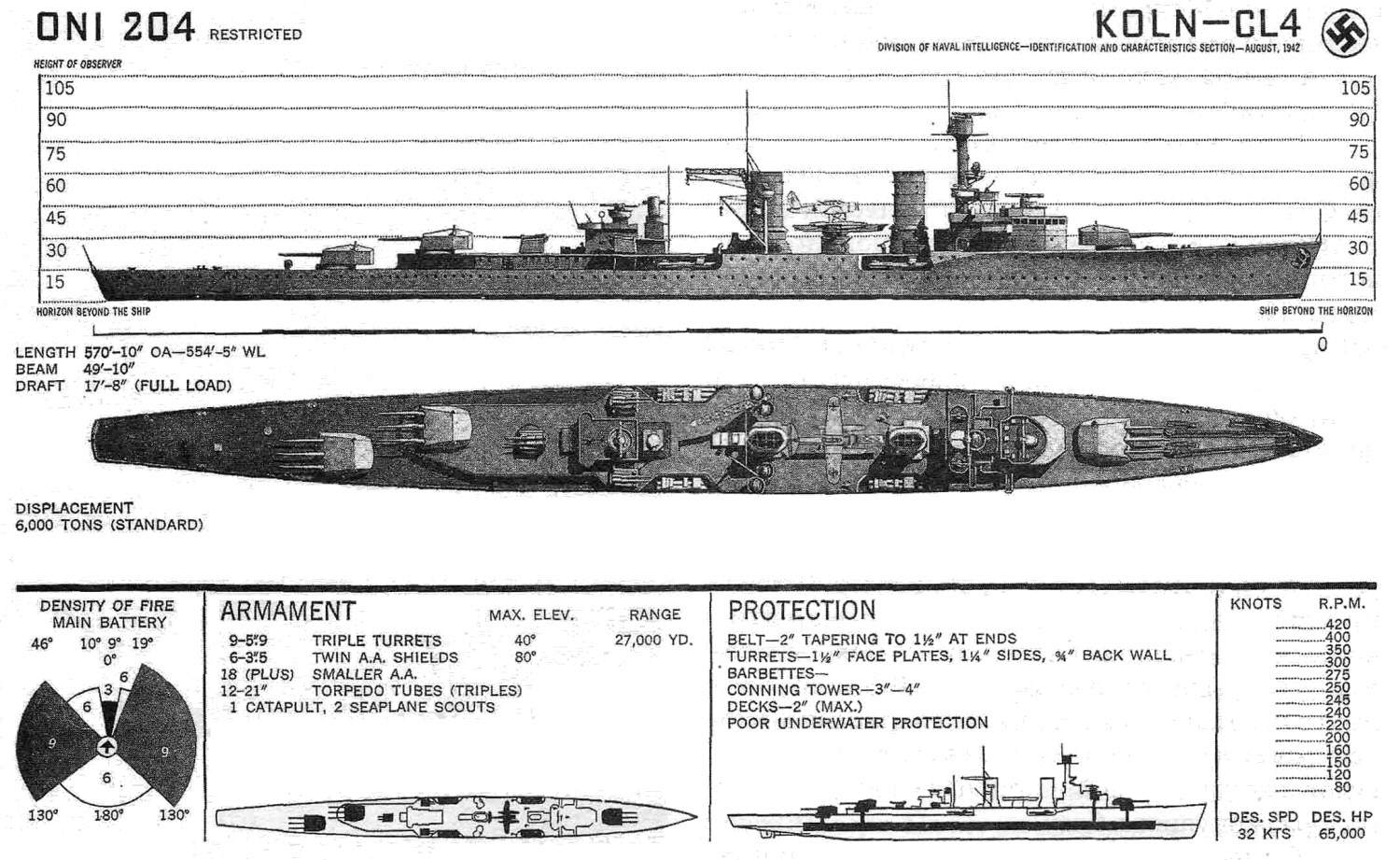
Dibujo identificativo del Köln

El Köln tenía 174 metros (571 pies) de eslora total (LOA) y una manga de 15,2 metros (49,9 pies), con un calado máximo de 6,28 metros (20,6 pies). Desplazaba 7700 toneladas largas (7824 t) a plena carga (Δm). El barco tenía una cubierta con un castillo de proa que se extendía por la mayor parte de su eslora y terminaba justo detrás de la torreta superpuesta más a popa. Su superestructura consistía en una torre de mando en proa con un mástil tubular pesado y una torre de mando secundaria más a popa. El Köln tenía una tripulación de 21 oficiales y 493 entre suboficiales y marinería.

### Propulsión
Su sistema de propulsión constaba de cuatro turbinas de vapor y un par de motores diésel de cuatro tiempos y 10 cilindros. El vapor para las turbinas era proporcionado por seis calderas de tubos de agua de tipo marino, de doble extremo y alimentadas con petróleo, que se ventilaban a través de un par de embudos. El sistema de propulsión del barco proporcionaba una velocidad máxima de 32 nudos (59,3 km/h; 36,8 mph) y una autonomía de aproximadamente 5700 millas náuticas (10 556,4 km; 6559,4 mi) a 19 nudos (35,2 km/h; 21,9 mph). La potencia así obtenida era de 65 000 HP al eje, con las equivalencias descritas en la ficha.

### Armamento y blindaje
El barco estaba armado con una batería principal de nueve cañones SK C/25 de 150mm (5,9 ") en tres torretas triples. Una estaba ubicada en proa y dos a popa, superpuesta una sobre la otra en popa. La torreta más a popa, que estaba situada sobre la cubierta principal, estaba desplazada a estribor para aumentar su arco de fuego, mientras que la inmediata superior lo estaba al costado de babor por el mismo motivo. Tenían una dotación operacional de 1.080 cartuchos de munición, es decir, 120 proyectiles por cañón. El barco también estaba equipado con dos cañones antiaéreos SK L/45 de 88 mm (3,5") en montajes individuales, con 400 cartuchos de munición cada uno. El Köln también portaba cuatro soportes triples para tubos lanzatorpedos ubicados en el centro del barco y veinticuatro suministrados torpedos de 50 centímetros (19,7 plg). También era capaz de transportar 120 minas navales. El barco estaba protegido por una somera cubierta blindada de 40 milímetros (1,6 plg) de espesor en el centro del barco y un cinturón blindado de 50 milímetros (2 plg) de espesor. La torre de mando tenía costados de 100 milímetros (3,9 plg) de espesor.

## Periodo de entreguerras

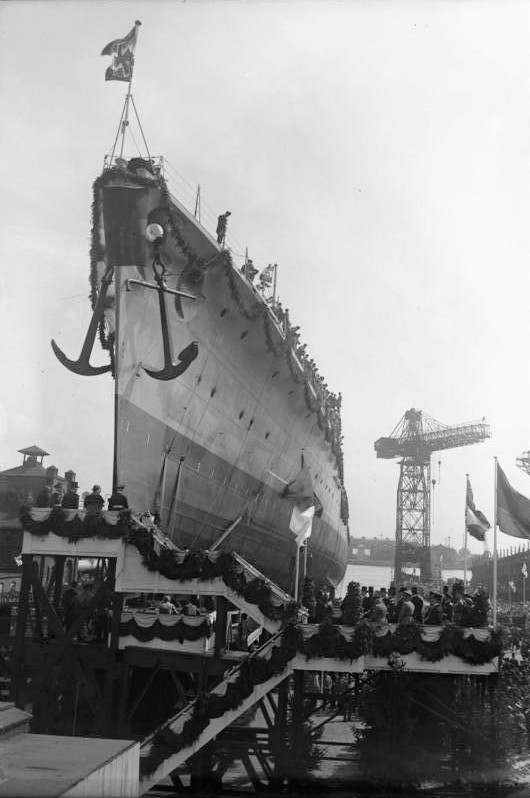
El Köln tras su botadura, el 23 de mayo de 1928

El Köln fue solicitado como "Crucero D" bajo el nombre de contrato Ersatz Arcona, como reemplazo del antiguo crucero Arcona. La quilla del Köln se colocó el 7 de agosto de 1926 en el astillero Reichsmarinewerft de Wilhelmshaven. Fue botado el 23 de mayo de 1928 y comisionado en la Reichsmarine el 15 de enero de 1930, siendo el último miembro de su clase en completarse. Pasó el año realizando pruebas en el mar y entrenando en el Mar Báltico. En 1930, fue modificado con dos cañones antiaéreos SK C/25 duales de 8,8 cm para reemplazar los soportes individuales originales, se amplió la superestructura trasera y se instaló un sistema de control de disparo (FCS) para los cañones antiaéreos en popa. Estos nuevos cañones no resultaron satisfactorios y fueron reemplazados por tres pares de SK C/32 de 8,8 cm en 1931. El Köln partió en un crucero hacia el Atlántico a principios de 1932 para realizar pruebas en el mar más extensas. Después de regresar a Alemania, tomó su primera tripulación de cadetes navales para un crucero mundial, partiendo de Alemania a finales de 1932. La gira duró un año completo; hizo escala en puertos de todo el mundo, incluidos los océanos Atlántico, Pacífico e Índico, y el mar Mediterráneo. En Australia, las escalas de la gira incluyeron Adelaida, Melbourne, Sídney y Hobart, y el equipo participó en varios partidos de fútbol publicitados contra equipos locales que incluían un equipo de la Marina Real Australiana en Sídney.

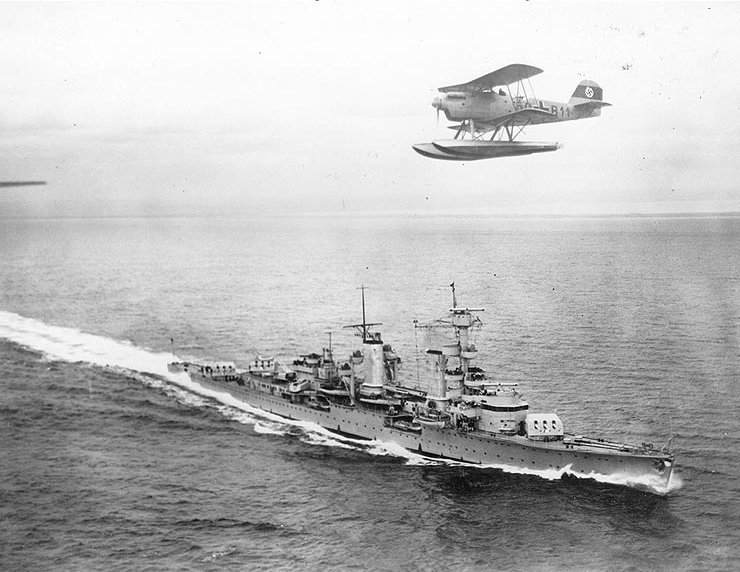
El Köln navegando en la década de 1930

En 1935, se instaló en el barco una catapulta de aviones, junto con grúas para acarreo de hidroaviones. También se instaló un mástil en la parte trasera del embudo de popa. El Köln continuó sirviendo como buque escuela hasta principios de 1936, cuando fue transferido a tareas de protección pesquera. Más tarde ese año, se unió a las patrullas de no intervención frente a España durante la guerra civil española. Después de que el crucero pesado alemán Deutschland fuera atacado por bombarderos republicanos en el llamado "Incidente del Deutschland", el Köln transportó a los tripulantes heridos del Deutschland de regreso a Alemania. El Köln llevó a cabo cuatro patrullas más frente a España antes de regresar a la protección de la pesca en el Mar del Norte en 1938. A finales de año, entró en dique seco para una reparación en Kiel.

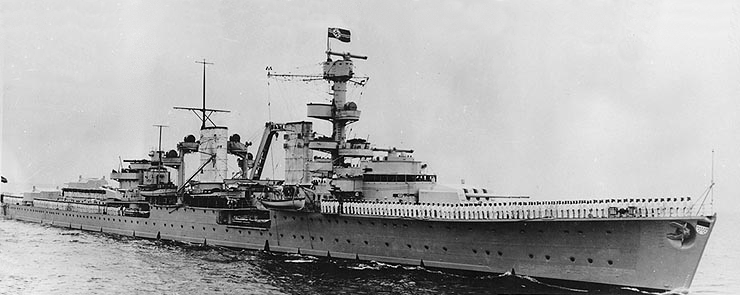
El Köln ca. 1936

En marzo de 1939, el Köln navegó hacia Memel (ahora Klaipėda, Lituania), en relación con la anexión del distrito de Memelland, que Alemania había exigido que Lituania le devolviera. Más adelante ese mismo año, se unió al acorazado Gneisenau y a los cruceros pesados Deutschland, Admiral Scheer y Admiral Graf Spee para una importante serie de maniobras en el Atlántico.

## Segunda Guerra Mundial

### 1939-1941

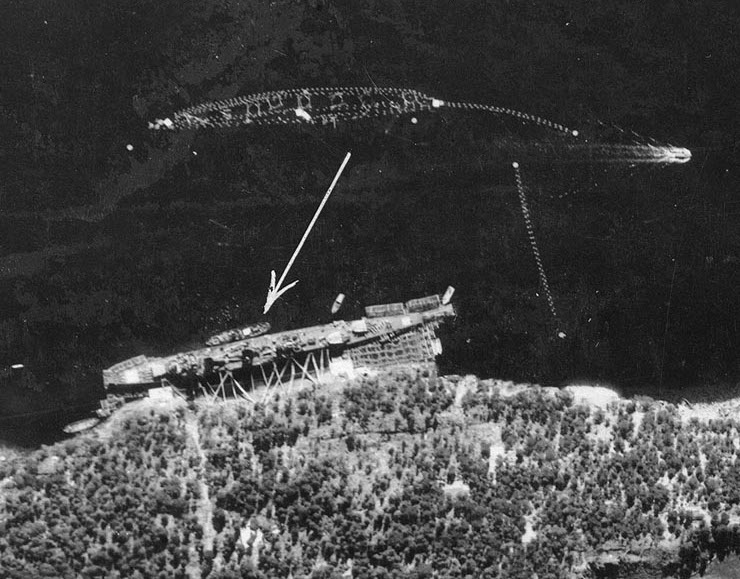
El Köln camuflado amarrado en Trondheim el 19 de julio de 1942

A finales de agosto de 1939, el Köln estaba estacionado en el Báltico occidental para evitar que los barcos polacos huyeran después de la planeada invasión alemana de Polonia el 1 de septiembre; no tuvo éxito en esta tarea.  Entre el 3 y el 20 de septiembre participó en la colocación del campo minado defensivo "Westwall" en el Mar del Norte alemán. El Köln se unió al Gneisenau y nueve destructores para una salida a través del Kattegat y Skagerrak hacia la costa noruega el 7 de octubre. El objetivo era fingir una fuga hacia el Atlántico que mantendría la presión sobre los británicos para que continuaran con los convoyes y aliviar la presión de la operación de incursión del Admiral Graf Spee. El objetivo también era sacar a la Home Fleet de Scapa Flow y atraerla al alcance de la Luftwaffe. La fuerza alemana es localizada por un reconocimiento aéreo británico el 8 de abril en la costa sur de Noruega y regresa rápidamente a sus bases, llegando el 10 de octubre a Kiel. La Home Fleet partió de Scapa Flow para interceptar a la fuerza alemana pero no logró resultados. Un total de 148 aviones alemanes están desplegados para atacar a la Home Fleet pero no logran avistar sus objetivos. Los británicos lanzaron un ataque aéreo compuesto por 12 bombarderos Wellington, aunque tampoco lograron alcanzar ninguno de los buques de guerra alemanes. La Home Fleet no regresó a Scapa Flow, por lo que cuando el U-47 penetró las defensas de Scapa Flow el 14 de octubre de 1939 para atacar a la Home Fleet, solo encontró el viejo acorazado HMS Royal Oak fondeado, al que echó a pique.
Del 20 al 22 de noviembre de 1939, el Köln y el crucero Leipzig escoltaron a los acorazados Gneisenau y Scharnhorst en el primer tramo de su salida hacia el Atlántico Norte. El día 22, el Köln y el Leipzig fueron destacados para unirse a una patrulla fallida de buques mercantes aliados en el estrecho de Skagerrak junto con el Deutschland y tres torpederos. La patrulla duró hasta el 25 de noviembre y no logró localizar ningún carguero aliado. El 13 de diciembre, los buques Köln, Leipzig y Nürnberg se adentraron en el Mar del Norte bajo el mando del vicealmirante Günther Lütjens para encontrarse con cinco destructores que regresaban de una operación de colocación de minas frente a Newcastle y escoltarlos a casa. La fuerza fue atacada a las 10:45 por el submarino británico HMS Salmon, que impactó tanto en el Leipzig como en el Nürnberg, y luego los papeles se invirtieron cuando los cinco destructores tuvieron que escoltar a los cruceros de regreso a Alemania.
El Köln participó en la Operación Weserübung, la invasión de Noruega, en abril de 1940, operando como transporte de tropas. Se le asignó el Grupo 3, encargado del asalto a Bergen, junto con su gemelo, el Königsberg. Llegó sin novedad a puerto, pero el Königsberg no tuvo tanta suerte; resultó gravemente afectado por las baterías costeras noruegas. Sin embargo, el Köln apoyó a la infantería alemana en tierra con sus cañones principales. Una vez asegurado el puerto, regresó a Alemania, junto con un par de destructores. A finales de 1940, entró en dique seco para realizar más modificaciones. En la parte superior de la torreta "Bruno" se instaló una bobina desmagnetizadora y una plataforma para aterrizaje de helicópteros. A partir de entonces sirvió como banco de pruebas para el helicóptero Flettner Fl 282, tarea que realizó hasta 1942.
Mientras todavía realizaba experimentos con el FI 282 en septiembre de 1941, el Köln pasó a formar parte de la flota del Báltico. que fue asignado para proteger el mar Báltico contra una posible fuga de la flota soviética. El 23 de septiembre partió de Swinemünde junto con el acorazado Tirpitz, los cruceros Admiral Scheer y Nürnberg, tres destructores y cinco torpederos. La flota patrulló en el Mar de Åland y después de que la Luftwaffe neutralizara a la flota soviética en el puerto, todos los barcos regresaron a Gotenhafen el 29 de septiembre. Como parte de la Operación Beowulf, el Köln participó en un ataque de distracción en la costa este de la isla báltica Dagö en el golfo de Riga durante la noche del 12 de octubre, para que las fuerzas alemanas pudieran desembarcar contra una defensa debilitada en la costa sur. El 13 de octubre, el submarino soviético Shch-322 intentó atacar el Köln, pero las escoltas del crucero obligaron al submarino soviético a interrumpir el ataque. Al día siguiente, el Köln proporcionó apoyo con disparos a las tropas terrestres que atacaban posiciones soviéticas en Ristna. Hacia finales de 1941, fue transferido al Mar del Norte y entró en dique seco para su última modificación importante. Esto consistió en la instalación de un radar FuMO 21 en el techo del centro de comando avanzado.

### 1942-1945

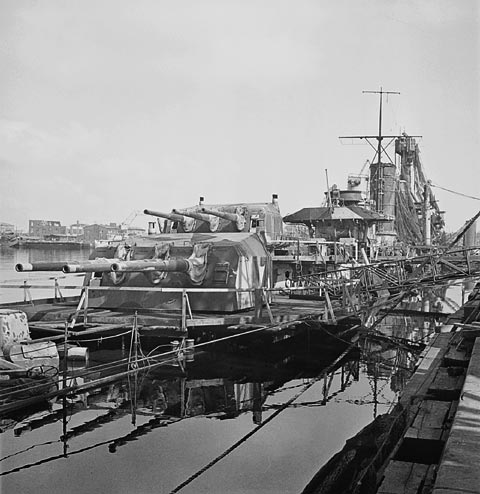
El Köln en 1945 en Wilhelmshaven.

El 9 de julio de 1942, el Köln y el destructor Friedrich Eckoldt partieron de Kiel para unirse a la creciente presencia naval en Noruega. De camino a Kristiansand, los barcos colocaron un campo minado defensivo en el Skagerrak. Entre el 14 y el 15 de julio, el Köln y los destructores Friedrich Eckoldt, Friedrich Ihn y Z24 repitieron la operación de colocación de minas. El 17 de julio, el Köln y el Friedrich Eckoldt llegaron a Trondheim.
El 13 de septiembre, el buque y los cruceros pesados Admiral Scheer y Admiral Hipper y dos destructores se trasladaron de Narvik a Altenfjord en preparación de la Operación Doppelschlag, un ataque al Convoy Ártico PQ 18. Mientras estaba en camino, la flotilla fue atacada por el submarino británico HMS Tigris, pero los torpedos pasaron detrás de los barcos alemanes. El PQ-18 tenía una escolta, incluido un portaaviones de escolta, y desde que el portaaviones británico HMS Victorious estuvo a punto de torpedear al buque insignia de la flota alemana, el acorazado Tirpitz, Hitler se mostró reacio a arriesgar sus buques capitales en un ataque a un convoy e insistió en que la Luftwaffe primero inutilizara el portaaviones antes de que los barcos pudieran emprender una acción. Como consecuencia, no se dio permiso a la flotilla para continuar con la operación, sino que el PQ-18 fue atacado por submarinos y bombarderos, que hundieron trece cargueros.
El siguiente convoy ártico, el JW 51B, no zarpó hasta finales de diciembre. Como en el invierno ártico y en la oscuridad la escolta de los portaaviones era imposible, la Kriegsmarine estaba decidida a atacar el convoy en la Operación Regenbogen, lo que resultó en la Batalla del Mar de Barents. Los dos cruceros ligeros disponibles Köln y Nürnberg, no participaron en la batalla porque no se los consideraba necesarios. La Armada alemana no logró destruir el JW-51B y fue rechazada por la inferior escolta del convoy británico. A raíz de esa operación fallida, un Hitler furioso proclamó que los buques capitales de la Kriegsmarine regresarían a sus bases, desmantelados y sus armas se utilizarían para reforzar las fortificaciones del Muro Atlántico. El almirante Karl Dönitz convenció a Hitler para que mantuviera un grupo de batalla formado por los acorazados Tirpitz y Scharnhorst y el crucero pesado Lützow. Pero los cruceros ligeros Köln y Leipzig y el averiado Admiral Hipper fueron desmantelados y los demás cruceros fueron reubicados en el escuadrón de entrenamiento.
El  Köln abandonó Altenfjord el 23 de enero de 1943 en compañía del Admiral Hipper y el destructor Z4 Richard Beitzen para regresar a Alemania. Los tres barcos hicieron escala en Narvik el 25 de enero y en Trondheim del 30 de enero al 2 de febrero. Después de reanudar el viaje hacia el sur, los barcos buscaron corredores de bloqueo noruegos en el Skagerrak el 6 de febrero antes de llegar al puerto de Kiel el 8 de febrero. El Köln fue apartado del servicio en Kiel el 17 de febrero. En febrero de 1943, el Köln fue torpedeado por un submarino, sufrió daños graves y tuvo que volver a Alemania, llegando en marzo del mismo año; las reparaciones tardaron 15 meses. Fue enviado al dique seco a principios de 1944 para una revisión que la preparara para regresar al servicio de combate; esto se completó el 1 de julio. El crucero sirvió brevemente como buque escuela antes de escoltar a los buques mercantes alemanes en Noruega.
En la noche del 13 al 14 de diciembre de 1944, el Köln fue atacado por bombarderos británicos en el fiordo de Oslo; varios impactos causaron daños a su sistema de propulsión que requerían reparación en Alemania. Tras el ataque, el generador de potencia principal y la sala de máquinas de estribor quedaron destruidos; el Köln fue considerado como irreparable y fue remolcado a Wilhelmshaven para actuar como batería antiaérea flotante, siendo desembarcada toda la tripulación y permaneciendo a bordo únicamente el personal necesario para hacer funcionar el armamento del barco. 
Luego se dirigió a Wilhelmshaven, donde fue nuevamente atacado repetidamente por bombarderos aliados. El 30 de marzo de 1945, B-24 Liberators de la Octava Fuerza Aérea atacaron el puerto; el Köln fue alcanzado y se hundió en aguas someras. Dado que sus cañones permanecieron sobre el agua, el barco se utilizó como batería de artillería para defender la ciudad del avance de las fuerzas aliadas. Ocupó esta tarea hasta el final de la guerra en mayo. Fue parcialmente desmantelado in situ después del final de la guerra y finalmente reflotado en 1956 para su desguace.

## Mandos del buque
| 15 de enero de 1930 al 27 de septiembre de 1932  | Fregattenkapitän / Kapitän zur See Ludwig von Schröder |
| 28 de septiembre de 1932 al 19 de marzo de 1934  | Fregattenkapitän / Kapitän zur See Otto Schniewind     |
| 20 de marzo de 1934 al 30 de septiembre de 1935  | Fregattenkapitän / Kapitän zur See Werner Fuchs        |
| 1 de octubre de 1935 al 15 de octubre de 1937    | Fregattenkapitän / Kapitän zur See Otto Backenköhler   |
| 16 de octubre de 1937 al 14 de enero de 1940     | Kapitän zur See Theodor Burchardi                      |
| 15 de enero de 1940 al 28 de mayo de 1941        | Kapitän zur See Ernst Kratzenberg                      |
| 29 de mayo de 1941 al 28 de marzo de 1942        | Kapitän zur See Friedrich Hüffmeier                    |
| 29 de marzo de 1942 al 24 de mayo de 1942        | Korvettenkapitän Hellmuth Strobel                      |
| 25 de mayo de 1942 al 12 de diciembre de 1942    | Kapitän zur See Martin Baltzer                         |
| 13 de diciembre de 1942 al 17 de febrero de 1943 | Kapitän zur See Hans Karl Meyer                        |
| 1 de abril de 1944 a enero de 1945               | Fregattenkapitän / Kapitän zur See Hellmuth Strobel    |
| Enero a abril de 1945                            | Korvettenkapitän Fritz-Henning Brande                  |